# Човек са једном црвеном ципелом
Човек са једном црвеном ципелом (енгл. The Man with One Red Shoe) је амерички филм режисера Стена Драготија из 1985. године, по сценарију Роберта Клејна, а главне улоге тумаче Том Хенкс и Дебни Колман.
Римејк је француског филма Високи плави човек са једном црном ципелом.

## Радња
Смотани виолиниста Ричард Дру налази се у чудној ситуацији. Метеж је почео шалом пријатеља који је сакрио све ципеле у кући, остављајући Ричарду две ципеле различитих боја. И у овом облику, виолиниста упада у очи непоштеном агенту ЦИА. Двоструки агент хитно треба да замени стрелице и изјављује да је Ричард мафијашки курир, услед чега цела шпијунска мрежа виси о репу несрећног музичара, а мафијаши шаљу плаћенике са задатком да елиминишу живи мамац.